# The War (film 1994)
The War è un film del 1994 diretto da Jon Avnet. Protagonisti Elijah Wood, Kevin Costner e Mare Winningham.

## Trama
Stephen, un veterano del Vietnam sconvolto dalla guerra, ritorna da un ospedale psichiatrico, in cui è entrato volontariamente perché soffriva di incubi sulla guerra e di conseguenza aveva perso tre lavori di fila. Dopo essere stato curato e finalmente tornato a casa, ottiene un nuovo lavoro come custode presso una scuola elementare, ma lo perde di nuovo in meno di una settimana a causa di una legge che vieta alle persone che hanno trascorso del tempo in un ospedale psichiatrico di lavorare nelle vicinanze di bambini. Tuttavia, la famiglia Simmons ha un disperato bisogno di soldi, quindi Stephen continua a cercare lavoro e trova lavoro a raccogliere patate. Lì fa amicizia con un uomo di nome Moe Henry, con il cui aiuto riesce a ottenere un lavoro lavorando in una miniera, la migliore di sempre.
Nel frattempo, i gemelli Lidia e Stu cercano di allontanarsi dalla triste realtà delle loro vite. Trovano un albero in una foresta vicino alla loro casa e decidono di costruirvi una casa sull'albero. Inizialmente loro e i loro amici discutono su chi deve costruirlo e su chi è autorizzato a usarlo; i tre ragazzi, Stu, Chet e Marsh, vogliono tutto da soli, mentre le ragazze, Lidia, Elvadine e Amber, vogliono che ci lavorino sopra e poi lo condividano. Dopo diversi accordi, decidono di costruire insieme la casa sull'albero. Le ragazze ottengono tutto ciò di cui hanno bisogno dal mucchio di immondizie dei Lipnickis, una famiglia vicina con una reputazione di bullismo, che hanno rancore nei confronti dei Simmons e dei loro amici. Sfortunatamente Billy, il più giovane dei bambini di Lipnicki, scopre Lidia, Elvadine e Amber sul territorio di suo padre, quindi le ragazze devono pagarlo per tacere, ma in seguito, dopo essere caduto in un coma di caramelle, i suoi fratelli lo costringono a tradire il segreto di Lidia.
Mentre i bambini sono impegnati a costruire la loro casa sull'albero, Stephen e Moe vengono colpiti in un crollo mentre scaricano l'acqua da una caverna. Moe viene catturato dalle macerie che cadono ma Stephen, che in Vietnam ha dovuto lasciare il suo migliore amico morire per salvarsi, è determinato a salvarlo, anche se gli costa la vita. Libera Moe ma viene colpito da una caduta di sassi, e sebbene i due uomini siano entrambi soccorsi, Stephen è gravemente ferito e in coma, mentre viene ricoverato in ospedale.
Mentre Stu e Lidia temono per la vita del padre, i Lipnicki trovano la casa sull'albero e la prendono in consegna, rubando la serratura e la chiave, che appartenevano a Stephen. Tuttavia, concordano di restituirli se Stu riuscirà a vincere una scommessa, ovvero fare un giro nuotando all'interno di una torre d'acqua mentre si svuota. Il ragazzo accetta e ci riesce. I bambini possono mantenere il posto ma non prima che i Lipnicki gettino la chiave sul tetto marcio e insidioso della torre dell'acqua, dicendo a Stu che se lo vuole, può recuperarlo da solo. Poco dopo, il padre viene rimosso dal supporto vitale e muore. Quando i bambini scappano da casa alla casa sull'albero, scoprono che i Lipnicki sono tornati. Nella lotta che scoppia tra di loro, la casa sull'albero viene distrutta. Nel frattempo, Billy Lipnicki protesta contro tutti i combattimenti, chiedendo perché non possano condividere il forte, ma viene ignorato. Lo prende su se stesso per andare alla torre dell'acqua per recuperare la chiave, ma il tetto crolla proprio come Stu e gli altri lo trovano, e quasi annega nella torre dell'acqua. Stu lo salva e lo rianima insieme a Lidia, e Billy dice loro che ha visto un angelo, uno che "sembrava, solo più grande", (implicava essere Stephen) che gli disse che doveva rimanere sulla Terra e prendersi cura della sua famiglia.
Da quel momento in poi i Lipnicki smettono di combattere con gli altri e stanno lontani dalla loro strada, tranne Billy, che diventa loro un buon amico. I gemelli e i loro amici iniziano a ricostruire la casa sull'albero, ma dopo un paio di giorni rinunciano a causa della mancanza di interesse. Inoltre, scoprono che il padre ha comprato loro una nuova casa prima di morire e sono felici di avere finalmente una casa adeguata.